# Holsbybrunn
Holsbybrunn is een plaats in de gemeente Vetlanda in het landschap Småland en de provincie Jönköpings län in Zweden. De plaats heeft 780 inwoners (2005) en een oppervlakte van 111 hectare.

## Verkeer en vervoer
Bij de plaats loopt de Riksväg 47.
De plaats ligt aan een spoorlijn.